# Luis Sandi
Luis Sandi (Meneses) (født 22. februar 1905 i Mexico City, Mexico – død 9. april 1996) var en mexicansk komponist og dirigent.
Sandi studerede komposition og direktion hos Carlos Chavez.
Han har skrevet 2 symfonier, orkesterværker, operaer, kormusik etc.
Han har ligeledes dirigeret Orquesta Sinfónica Nacional og har skrevet mange tekstbøger om musikteori.

## Udvalgte værker
- Symfoni nr. 1 (19?) - for orkester
- Symfoni nr. 2 (1979) - for orkester
- "Banal suite" (1936) – for orkester
- "Du Fu"  (1956) – for orkester
- "Carlota" (1947) – opera
- "Trojanerne" (1937) – for kor og orkester
- "Øen" (1947)) – for kor